# 永井和恵
永井 和恵（ながい かずえ、1972年5月19日 - ）は、京都府宇治市出身の日本の柔道家。現役時代は48kg級および52kg級の選手。得意技は背負投、巴投、寝技。身長153cm。。現姓は南條。現在は仙台大学女子柔道部監督。

## 人物
柔道は5歳の時に始めた。北宇治中学の時には48kg級の選手ながら無差別で争われる京都府柔道大会で優勝を成し遂げた。成安女子高校に入学すると、全国高校選手権では1年の時から2連覇を達成した。2年の時には福岡国際で3位となった。しかし、世界ジュニアでは初戦で旧ソ連の選手に敗れた。3年の時には体重別決勝で筑波大学の江崎史子に崩上四方固で敗れたものの2位となった。1991年には筑波大学に進学するが、体重別では準決勝で田村亮子に掬投で敗れて3位だった。翌年の体重別でも準決勝で田村に有効で敗れた。1993年には階級を52kg級に上げた。1994年の学生体重別では優勝を飾った。1995年にはダイコロ所属となると、全国女子柔道体重別選手権大会で優勝を果たした。1996年3月の体重別決勝では大学および会社の同期である菅原教子に有効で敗れてアトランタオリンピック代表にはなれなかった。しかし、12月の福岡国際決勝では菅原を判定で破って初優勝を遂げた。1997年5月には体重別決勝で菅原に効果で勝ち、世界選手権代表に選出された。続いて釜山で開催された東アジア大会ではアトランタオリンピック銀メダリストである地元韓国の玄淑姫を有効で破って優勝を果たした。しかし、10月の世界選手権では3回戦でアルゼンチンのカロリーナ・マリアーニに技ありで敗れた。12月の福岡国際では2連覇を飾った。1998年5月には体重別でも2連覇を飾った。12月のアジア大会では準決勝で韓国の金恵淑に敗れて3位に終わった。1999年5月の体重別では菅原教子を大外刈で破って大会3連覇を達成するが、楢崎に比べて国際大会で十分な実績を残していないことから世界選手権代表には選出されなかった。その後、10月の世界選手権で楢崎が優勝を果たしたことにより、シドニーオリンピック代表の座は大きく遠のいたこともあって、階級を57kg級に上げてシドニーオリンピック代表の座を狙うことになった。しかし、11月の全国女子柔道体重別選手権大会では3回戦で敗れると、2000年の体重別でも初戦で敗れた。2001年3月に元65kg級の強化選手だった南條充寿と結婚した。4月の体重別では52kg級に戻して3位となった。その後引退すると、仙台大学柔道部で夫とともに指導に当たることになった。2018年2月からはハンガリー代表チームのサポートに就任した。同国代表が来日した際に指導にあたることとなった。

## 主な戦績
48kg級での戦績
- 1989年　- 全国高校選手権　優勝
- 1989年　- 全日本女子柔道強化選手選考会　優勝
- 1989年　- 福岡国際　3位
- 1990年　- 全国高校選手権　優勝
- 1990年　- 体重別　2位
- 1991年　- 体重別 3位
- 1991年　- 全日本女子柔道強化選手選考会　2位
- 1992年　- 全日本女子柔道強化選手選考会　3位

52kg級での戦績
- 1993年　- 学生体重別　2位
- 1993年　- 全日本女子柔道強化選手選考会　3位
- 1993年　- 福岡国際　2位
- 1994年　- ドイツ国際　3位
- 1994年　- 学生体重別　優勝
- 1994年　- 全日本女子柔道強化選手選考会　3位
- 1994年　- 世界学生　2位
- 1995年　- ドイツ国際　3位
- 1995年　- 全国女子柔道体重別選手権大会　優勝
- 1996年　- 体重別 2位
- 1996年　- アジア選手権　2位
- 1996年　- 福岡国際　優勝
- 1997年　- オーストリア国際　2位
- 1997年　- 体重別　優勝
- 1997年　- 東アジア大会 優勝
- 1997年　- 福岡国際　優勝
- 1998年　- 体重別　優勝
- 1998年　- アジア大会 3位
- 1999年　- 福岡国際　3位
- 1999年　- ドイツ国際　2位
- 1999年　- 体重別　優勝
- 1999年　- アジア選手権　3位
- 2000年　- 韓国国際　3位
- 2001年　- チェコ国際　優勝
- 2001年　- 体重別 3位
- 2001年　- 環太平洋柔道選手権大会 優勝

(出典、JudoInside.com)